# Ælfgifu (Edwys dronning)
 Ikke at forveksle med Ælfgifu.
Ælfgifu var dronning af England som hustru til kong Edwy af England (r. 955-959) i en kort periode indtil 957 eller 958. Det beskedne, der vides om hende, kommer først og fremmest fra angelsaksiske chartre, herunder sandsynligvis et testamente, Den Angelsaksiske Krønike og fjendtligsindede anekdoter i en hagiografi. Hendes ægteskab med kongen, som blev opløst få år inde i Edwys regeringstid, ser ud til at have været et mål for rivalisering mellem de fraktioner, der omgav tronen i slutningen af 950'erne. Omkring år 1000, da de benediktinske reformatorer Dunstan og Oswalds karrierer blev nedskrevet i hagiografier, havde erindringen om ægteskabet lidt svær skade. I midten af 960'erne ser hun imidlertid ud til at være blevet en velhavende godsejer på gode vilkår med kong Edgar og gennem sit testamente en generøs velgørerinde for gejstlige etablissementer tilknyttet den kongelige familie, især Old Minster og New Minster i Winchester .

## Familiære baggrund
To fakta om Ælfgifus familiære baggrund er entydigt angivet af kilderne. For det første bar hendes mor navnet Æthelgifu, en kvinde af meget høj æt (natione præcelsa).  For det andet var hun beslægtet med sin husbond Edwy, da deres ægteskab i 958 blev opløst af ærkebiskop Oda på grund af, at de var for nært beslægtede, det vil sige inden for de forbudte grader af blodsslægtsskab. Ælfgifu er også blevet identificeret med den navnesøster, der efterlod et testamente engang mellem 966 og 975, hvilket kan kaste yderligere lys over hendes oprindelse.
Disse spor, utilfredsstillende som de er i sig selv, er blevet brugt til at konstruere to mulige - og muligvis kompatible - slægtsled for Ælfgifu, som begge tilskriver hende en grad af royal stand. En teori, framsagt af Cyril Hart og overvejet af Pauline Stafford, gør hende til en adelskvinde af Mercian-slægten, der nedstammer fra Ealdorman Æthelfrith af Mercia  og hans hustru Æthelgyth, der måske har været datter af ealdorman Æthelwulf og en niece til kong Alfreds gemalinde fra Mercian Ealhswith. Denne rekonstruering er baseret på sandsynligheden for, at Risborough (Buckinghamshire), en af Ælfgifus besiddelser, der er nævnt i testamentet, tidligere var ejet af Æthelgyth. Den mulige implikation er, at Ælfgifu arvede godset og mange andre i Buckinghamshire. Da hun bad biskop Æthelwold, en af hendes begunstigede, om at gå i forbøn for hendes "mors sjæl", har hun muligvis gjort det gennem moderens slægt. Hvis dette forslag er korrekt, ville hun have været nært beslægtet med ealdorman Æthelstan Halvkonges politisk fremtrædende familie og hans afkom.
Hendes formodede testamente er også udgangspunktet for en anden, mere bredt udbredt hypotese. I dette dokument afgiver hun arv til Ælfweard og Æthelweard, tilsyneladende hendes brødre (hvoraf den ene var gift med Æthelflæd) og til hendes søster Ælfwaru. Æthelweard og Ælfweard dukker op igen som brødre og thaner (ministri) i vidnelisten på et uægte kongeligt charter dateret 974. Dette ser ud til at være den samme Æthelweard, der regelmæssigt attesterer kongelige chartre mellem 958 og 977 som kongens than og er muligvis senere blev den berømte ealdorman af de vestlige provinser og forfatter til en latinsk krønike, hvor han hævdede at nedstamme fra kong Æthelred af Wessex (d. 871), fjerde søn af kong Æthelwulf. Konklusionen, der kan udledes af disse prosopografiske sidevej, er, at hvis ealdorman og krønikeskriveren Æthelweard var hendes bror, måtte hun have delt en fælles forfader med ham i form af kong Æthelred. Heraf ville Ælfgifu have Edwys henholdsvis fælles tipoldefar og oldefar.
De to slægtsskaber udelukker ikke hinanden. Andrew Wareham antyder, at disse to forskellige grene af den kongelige familie måske er blev bundet sammen i det ægteskab, hvor Ælfgifu fødtes. I betragtning af testamentets særlige omtale af Ælfgifus "mors sjæl" kan dette betyde, at Æthelgifu var en efterkommer af Æthelgyth, mens den anonyme far kan spore sin nedstamning til Æthelred.
Ingen af hypoteserne er afgørende. En svaghed, der deles af disse forslag, er, at de afhænger af antagelsen om, at den testamenterende Ælfgifu er den samme som den tidligere kongelige gemalinde. Af grunde, der er undersøgt nedenfor, er identifikationen imidlertid foretrukket af de fleste historikere, dog normalt med forbehold.

## Ægteskab
På en ukendt dato omkring tidspunktet for hans tronbestigelse blev den unge konge Edwy gift med Ælfgifu. Ægteskabet var eller skulle være et af de mest kontroversielle kongelige ægteskaber i 900-tallets England. Edwys bror Edgar var heir presumptive, men en legitim søn født i dette ægteskab ville alvorligt have formindsket Edgars chancer for at arve kongedømmet, især hvis begge forældre var af kongelig æt. Opvokset hos Ælfwynn, hustru til Æthelstan Halvkonge (død efter 957), sammen med hendes søn Æthelwine, nød Edgar støtte fra Æthelstan Halvkonge og hans sønner, hvis magtbase var koncentreret i Mercia og East Anglia, og som ikke ville have ønsket at miste magt og indflydelse til Ælfgifus slægtninge og fæller. Hvis Harts forslag om, at Ælfgifu nedstammede fra kongerne af Mercia og relateret til sidstnævntes familie, er korrekt, kunne det have været håbet, at ægteskabet ville give Edwy en vis politisk fordel ved at udøve vestsaksisk kontrol over Mercia.
Ælfgifus mor, Æthelgifu, ser ud til at have spillet en afgørende rolle i hendes fremtrædende plads ved kongens side, som det fremgår af deres fælles optrædener i kilderne. Sammen er de vidner til et charter, der registrerer en udveksling af jord mellem biskop Brihthelm og Æthelwold, på det tidspunkt abbed af Abingdon, og begge deres navne optræder blandt "berømte" velgørere på et blad Liber Vitae fra det tidlige 11. århundrede fra New Minster, Winchester.  I hendes formodede testamente (se ovenfor) beder Ælfgifu biskop Æthelwold, en af hendes begunstigede, om at gå i forbøn for hende og hendes mor.
Det er sandsynligt, at det er de to kvinder, der er portrætteret som Edwys seksuelle partnere i Sankt Dunstans Liv af forfatteren 'B' og Sankt Oswalds Liv af Byrhtferth de Ramsey, der begge stammer fra omkring år 1000. Dunstans Liv hævder, at under banketen efter hans kronings højtidelighed i Kingston (Surrey), forlod Edwy bordet og trak sig tilbage til sit kammer for at korrumpere sig med to kvinder, en uanstændig adelskvinde (quaedam, Licet natione præcelsa, inepta Tamen Mulier), senere identificeret som Æthelgifu og hendes datter af moden alder (adulta filia). De siges at have knyttet sig til ham "åbenlyst for at slutte sig til og alliere sig selv eller ellers hendes datter til ham i lovformelligt ægteskab." Chokeret over Edwys upassende tilbagetrækning sendte adelen Dunstan og biskop Cynesige, som med magt trak kongen tilbage til festen. For denne handling pådrog Dunstan sig kongens fjendskab, og kongen sendte ham i eksil på Æthelgifus tilskyndelse. Kaldt en moderne Jezebel, ville hun have udnyttet Edwys vrede ved at beordre Dunstans forfølgelse og ødelæggelse af hans ejendom. At mindet om Edwys seksuelle affærrer var blevet befængt og forvirret omkring århundredskiftet antydes af Byrhferths Sankt Oswalds liv, som har en mere fantastisk fortælling at fortælle om Edwys to kvinder. Det fortælles, at kongen var gift, men stak af med en dame, der var under sin hustrus æt. Ærkebiskop Oda bemægtigede sig personligt kongens nye elskerinde i hendes hjem, tvang hende ud af landet og formåede at korrigere kongens adfærd.
Disse historier, der er nedskrevet omkring 40 år senere, ser ud til at være rodfæstet i senere smædekampagner, som var beregnet til at bringe vanære til Edwy og hans ægteskabelige forhold. Selvom begge liv fokuserer på den personlige dimension af affærerne fra deres hovedpersoners perspektiv, viser rivaliseringen mellem hoffraktionerne sig i baggrunden. Det vides, at ærkebiskop Oda af Canterbury, en tilhænger af Dunstan, i 958 annullerede ægteskabet mellem Edwy og Ælfgifu på grundlag af deres blodsslægtskab. Det underliggende motiv for denne ellers overraskende forsinkede beslutning kan godt have været politisk snarere end religiøs eller lovformellig. Det styrkede Edgars status som tronarving. Der er stor mulighed for, at Odas handling var blevet ansporet af Edgars sympatisører, sønnerne af Æthelstan Halvkonge og især af deres allierede Dunstan, hvis klosterreform de generøst støttede.
Begivenheden skal placeres i den bredere sammenhæng af Edwys kamp for at bevare politisk kontrol og af de fraktioner, der støttede Edgar som formodet arving. I sommeren 957 blev Edgar valgt til konge af Mercia. Forfatteren 'B' præsenterer dette som resultatet af et nordligt oprør mod Edwy, hvorved han mistede kontrollen nord for Themsen (Mercia og Northumbria) og Edgar blev indsat som konge over den del af England. Dette er en grov overdrivelse, da Edwy bevarede titlen "englændernes konge" i sine chartre, og Æthelweard forestillede sig en "kontinuerlig" regeringstid. Edgars beskrivelse som regulus i et alliterativt charter fra 956 kan endda betyde, at der var en forudgående aftale om, at Edgar ville blive sin brors underkonge i Mercia, så snart han blev myndig.  Svagheden ved Edwys politiske stilling bekræftes ikke desto mindre af biskop Æthelwolds tilbageskuend bemærkning om, at Edwy "gennem barndommens uvidenhed havde splittet sit rige og opdelt dets enhed".
Mens det dengang ser ud til, at Dunstan og ærkebiskop Oda modsatte sig ægteskabet, var det ikke kun fjendtlighed, som Ælfgifu måtte udholde fra gejstlige magnater. En anden benediktinsk reformator, Æthelwold, abbed af Abingdon og senere biskop af Winchester, ser ud til at have foretrukket at støtte hende, selvom han ikke var ukritisk over for hendes mands regeringstid. Et af de få chartre, som Ælfgifu har været vidne til, er det ovennævnte memorandum fra Abingdon, som bekræfter en udveksling af jord mellem Æthelwold og Brihthelm. I undertegnelsen anerkendes hun som kongens hustru (þæs cininges wif). Ælfgifus testamente, hvis det kan tilskrives hende, giver endnu klarere beviser for hendes nære tilknytning til Æthelwold.

## Tid som enke
Ikke mindre vigtig end omstændighederne omkring hendes ægteskab er den måde, Ælfgifu kan have levet videre siden hendes ægteskabs opløsning og især siden efteråret 959, da Edwy døde (1. oktober 959) og blev efterfulgt af sin bror Edgar som konge over hele England. Sankt Oswalds Liv er ikke behjælpelig på dette tidspunkt. Byrhtferth skriver, at Edwys elskerinde blev forvist af Oda (d. 958), men hans beretning om ærkebiskoppens indgriben er tvivlsom og gentager kun svagt historisk information fra krøniken. Mindre troværdig er stadig historien nedskrevet af Osbern i slutningen af det 11. århundrede. Ved at antage 'B''s skildring af Edgars styre i Mercia som resultatet af et sandt kup mod Edwy forstærker han historien ved at antyde, at Edwys elskerinde (adultera) fik skåret haserne over i et baghold af oprørere fra Mercia og døde kort tid efter.
Uanset om Ælfgifu holdt lav profil eller virkelig levede i eksil, som Byrhtferth ser ud til at hævde, er der beviser for, at hun i midten af 960'erne var kommet for at nyde en vis fred, velstand og en god forståelse med kong Edgar og kongehuset. Dette billede er baseret på hendes identifikation med Ælfgifu, som var en velhavende jordejer i det sydøstlige England og en slægtning til kong Edgar. Hun optræder under Edgars protektion i to kongelige chartre fra 966 , hvor han kalder hende "en bestemt ædel matrone (matrona), der er beslægtet med mig gennem verdsligt blod". På et tidspunkt inden Edgars død (975), efterlod hun et testamente, hvor hun testamenterede store godser i Buckinghamshire, Oxfordshire og Hertfordshire, betydelige pengebeløb og forskellige værdigenstande til (1) gejstlige etablissementer (Old Minster og New Minster, Abingdon Abbey, Romsey Abbey og Bath Abbey), (2) biskop Æthelwold (personligt), (3) medlemmer af kongefamilien (Edgar, dronning Ælfthryth og Edvard Martyren) og (4) hendes nærmeste slægtninge (hendes to brødre, hendes søster og hendes brors hustru). De mest betydningsfulde testamentariske gaver er dem til kong Edgar og Old Minster, som modtog den store ejendom ved Princes Risborough på 30 hide. Ingen børn nævnes. En ekstraordinær høj status antydes af en gave eller betaling til Edgar, som er blevet fortolket som hendes heregeat, bestående af to armbånd hver 120 mancus værd, et drikkebæger, 6 heste, 6 skjolde og 6 spyd. Der er ikke noget afgørende bevis, men at de to Ælfgifu'er er identiske antydes stærkt af deres tætte tilknytning til kongefamilien, biskop Æthelwold, New Minster i Winchester og deres egen mor.
Desværre forbliver vilkårene for Ælfgifus tilbagevenden til velstand uklare. Det ville for eksempel have været vigtigt at vide, hvordan og på hvilke vilkår, hun kom til at besidde de godser, der er nævnt i testamentet. Dem i Newnham Murren og Linslade, som havde hun tidligere fået af kong Edgar, og kom atter under kongefamilien, men det er umuligt at bestemme, hvilke af de andre godser der var en del af hendes livgeding, og hvilke der var blevet arvet eller erhvervet på anden vis. Som tidligere nævnt er det blevet hævdet, at Princes Risborough var blevet arvet gennem moderens slægt. Hvis de andre besiddelser ligeledes var hendes egne, kan genoprettelsen af hendes stilling have været ganske kostbar, og som på sigt berigede betydeligt kongefamilien med jord nord for Themsen.
Selvom Edgar i de to chartre i 966 viste generøsitet og anerkendte slægtskab, er der blevet sat spørgsmål ved, om hvor meget af det var drevet af pres snarere end god vilje. I favør for førstnævnte har Andrew Wareham foreslået, at han ved at navngive sin tredje og mest 'troneværdige' søn (f. efter ca. 964) Ethelred efter sin oldefar og dermed efter Ælfgifus og Æthelweards forfader (se slægtsskab ↑), kan Edgar have tænkt at udøve en sympatisk gestus, hvorved han understregede deres slægtskab.
I sit testamente forbinder Ælfgifu sine testamentariske gaver til "Guds kirke" med både hendes egen og Edgars sjæls frelse, hvilket antyder, at hun udtrykte en fælles interesse for benediktiner-reformen, som Edgar generøst sponsorerede og biskop Æthelwold på fremtrædende vis orkestrerede. Til gengæld håbede hun muligvis på, at han ville anvende hende gaver på en god og from vis. Ifølge Libellus Æthelwoldi synes det at være gået i opfyldelse i tilfælde af Marsworth, som han donerede til Ely Abbey, som var blevet genoprettet af biskop Æthelwold i 970.
Et spændende aspekt af Ælfgifus testamente er den måde, hvorpå det kan have været brugt til at binde hendes nærmeste pårørende og fæller tættere i et gavnligt forhold med den kongefamilien og de førende kirkelige institutioner eller for at bekræfte forbindelsen. Dette ses mest tydeligt, når hun henvender sig til Edgar med en særlig anmodning: "Jeg beder min kongelige herre om Guds kærlighed, at han ikke vil forlade mine mænd, der søger hans beskyttelse og er ham værdige." Hun sørgede også for, at Mongewell, nær Edvards nye ejendom på Newnham Murren, og Berkhampstead ikke direkte tilfaldt Old Minsters fællesskab, men først blev udlejet til hendes søskende på den betingelse, at de betalte en leje i naturalier (feorm) til de to minster hvert år.
Mens Edwy, ligesom Alfred og Edvard, blev begravet i New Minster, havde Ælfgifu ønsket, at hendes lig skulle begraves i den nærliggende Old Minster. I Winchester huskes Ælfgifu meget for sin generøsitet, og det kan tænkes at det også gjaldt hendes mor: Ælfgyfu coniunx Edwyi regis og Æþelgyfu, der måske er hendes mor, optræder på en side i New Minsters Liber Vitae fra 1031 blandt fællesskabets berømte velgørere.

## Primære kilder
- Æthelweard, The Chronicle of Aethelweard: Chronicon Aethelweardi, red. og tr. Alistair Campbell, Æthelweards krønike . London: Nelson, 1962.
- Angelsaksiske chartre:
  - S 1292, aftale mellem biskop Brihthelm og Æthelwold (956 x 957 e.Kr.).
  - S 1484, Ælfgifus testamente (966 x 975 AD), fra Old Minsters arkiv, red. og bearbejdet af D. Whitelock, Anglo-Saxon Wills. Cambridge Studies in English Legal History. Cambridge, 1930.
  - S 737, kong Edgar tildeler 10 hide i Linslade (Buckinghamshire) til matrona Ælfgifu, hans slægtning (966 e.kr., arkiv: Abingdon).
  - S 738, kong Edgar tildeler 10 hide i Newnham Murren (Oxfordshire) til matrona Ælfgifu, hans slægtning (966 e.kr., arkiv: Old Minster).
  - S 745, New Minster gengrundlæggelse charter (966 e.kr.).
- Anglo-Saxon Chronicle MS D, red. David Dumville og Simon Keynes, The Anglo-Saxon Chronicle. a collaborative edition. Vol. 6. Cambridge, 1983
  - The Anglo-Saxon Chronicles; Michael J. Swanton, trans. 2nd ed. London, 2000.
- Forfatter 'B.', Vita S. Dunstani, red. W. Stubbs, Memorials of St Dunstan, Archbishop of Canterbury. (Rolls Series; 63.) London: Longman & Co., 1874. 3–52.
- Byrhtferth de Ramsey, Life of St Oswald, red. J. Raine, Historians of the Church of York and its Archbishops. (Rolls Series; 71.) 3 vols: vol 1. London: Longman & Co., 1879: 399–475.
- Liber Eliensis, red. EO Blake, Liber Eliensis. (Camden Third Series; 92.) London: Royal Historical Society, 1962; tr. J. Fairweather. Liber Eliensis. A History of the Isle of Ely from the Seventh Century to the Twelfth. Woodbridge, 2005.
- New Minster Liber Vitae

## Yderligere læsning
- Smythe, Ross Woodward. "Did King Eadwig really abandon his coronation feast to have a ménage à trois with his wife and mother-in-law? What’s the story behind this story?." Quaestio insularis 6 (2005): 82–97.
- Stafford, Pauline.Unification and conquest. A political and social history of England in the tenth and eleventh centuries. London, 1989.

## Eksterne links
- Kobberstik af William Hamilton Arkiveret 6. juni 2011 hos  Wayback Machine
- Elgiva Seized by Order of Archbishop Odo af John Everett Millais (1829–1896), Birmingham Museums Trust